# Bo Geens
Bo Geens (Malinas, Bélgica, 10 de agosto de 1995) es un futbolista belga que juega de portero en el Excelsior Rotterdam de la Eredivisie.

## Trayectoria
Se incorporó al MVV Maastricht en 2016 cedido por el K. S. C. Lokeren Oost-Vlaanderen. Debutó en la Eerste Divisie el 5 de agosto de 2016 contra el Helmond Sport. Jugó el partido completo.
Sin embargo, a su regreso al Lokeren, sus posibilidades de volver a jugar se desvanecieron. En 2018, se trasladó al Lierse Kempenzonen, donde comenzó la temporada como portero titular. Allí acabó cayendo en la tabla de profundidad y fue superado por Senne Vits y Thibaut Rausin. Durante la segunda mitad de la temporada 2018-19, el Lierse Kempenzonen lo cedió a su rival de división SC Eendracht Aalst.
A su regreso, no consiguió ganar la competición con Rausin. Después de que su contrato con el Lierse Kempenzonen expirara al final de la temporada 2019-20, firmó un contrato de un año con el FC Oss de la Eerste Divisie el 27 de agosto de 2020.
El 2 de agosto de 2021 se incorporó al Excelsior Rotterdam por una temporada.

## Estadísticas

### Clubes
Actualizado al último partido disputado el 14 de enero de 2022.
| Club                                       | Div.          | Temporada     | Liga  | Liga  | Copas nacionales | Copas nacionales | Copas internacionales | Copas internacionales | Total | Total |
| Club                                       | Div.          | Temporada     | Part. | Goles | Part.            | Goles            | Part.                 | Goles                 | Part. | Goles |
| ------------------------------------------ | ------------- | ------------- | ----- | ----- | ---------------- | ---------------- | --------------------- | --------------------- | ----- | ----- |
| MVV Maastricht · Países Bajos              | 2.ª           | 2016-17       | 42    | -48   | 1                | -3               | ―                     | ―                     | 43    | -51   |
| MVV Maastricht · Países Bajos              | Total club    | Total club    | 42    | -48   | 1                | -3               | 0                     | 0                     | 43    | -51   |
| K. S. C. Lokeren Oost-Vlaanderen · Bélgica | 3.ª           | 2017-18       | 0     | 0     | 0                | 0                | ―                     | ―                     | 0     | 0     |
| K. S. C. Lokeren Oost-Vlaanderen · Bélgica | Total club    | Total club    | 0     | 0     | 0                | 0                | 0                     | 0                     | 0     | 0     |
| Lierse Kempenzonen · Bélgica               | 3.ª           | 2018-19       | 12    | -14   | 1                | -3               | ―                     | ―                     | 13    | -17   |
| SC Eendracht Aalst · Bélgica               | 3.ª           | 2018-19       | 10    | -15   | 0                | 0                | ―                     | ―                     | 10    | -15   |
| SC Eendracht Aalst · Bélgica               | Total club    | Total club    | 10    | -15   | 0                | 0                | 0                     | 0                     | 10    | -15   |
| Lierse Kempenzonen · Bélgica               | 3.ª           | 2019-20       | 4     | -6    | 0                | 0                | ―                     | ―                     | 4     | -6    |
| Lierse Kempenzonen · Bélgica               | Total club    | Total club    | 16    | -20   | 1                | -3               | 0                     | 0                     | 17    | -23   |
| FC Oss · Países Bajos                      | 2.ª           | 2020-21       | 38    | -57   | 1                | -3               | ―                     | ―                     | 39    | -60   |
| FC Oss · Países Bajos                      | Total club    | Total club    | 38    | -57   | 1                | -3               | 0                     | 0                     | 39    | -60   |
| Excelsior Rotterdam · Países Bajos         | 2.ª           | 2021-22       | 1     | 0     | 0                | 0                | ―                     | ―                     | 1     | 0     |
| Excelsior Rotterdam · Países Bajos         | Total club    | Total club    | 1     | 0     | 0                | 0                | 0                     | 0                     | 1     | 0     |
| Total carrera                              | Total carrera | Total carrera | 107   | -140  | 3                | -9               | 0                     | 0                     | 110   | -149  |